# Autonome Regering van Noord-Shanxi
De Autonome Regering van Noord-Shanxi (ook bekend als de Autonome Regering van Jinbei; Chinees: 晋北自治政府; Pinyin: Jìnběi Zìzhì Zhèngfǔ; Wade-Giles: Chin4-pei3 tzu4-chih4 cheng4-fu3; Hepburn: Susumu Kita Jichi Seifu) was een marionettenstaat van het Japans Keizerrijk en een administratief autonoom onderdeel van Mengjiang vanaf haar oprichting in 1937 tot de volledige fusie met Mengjiang in 1939. Na de Japanse invasie van China in juli 1937 werden regionale regeringen opgericht in de door Japan bezette gebieden. Na Operatie Chahar in september 1937, die de Japanse bezetting uitbreidde tot de noordelijke regio van Shanxi, werd meer formele controle over het gebied ingesteld door de oprichting van de Autonome Regering van Noord-Shanxi, evenals de Autonome Regering van Zuid-Chahar ten oosten van Shanxi.
Hoewel Mengjiang aanvankelijk alleen een toezichthoudende en besturende rol uitoefende over de Autonome Regering van Noord-Shanxi door middel van het Mongoolse Uniecomité, een conferentie van invloedrijke figuren uit de Autonome Regeringen van Noord-Shanxi en Zuid-Chahar en de Mongoolse Verenigde Autonome Regering; zorgde de invloed die Mengjiang in de loop van de tijd uitoefende voor een steeds grotere controle over de zaken van Noord-Shanxi, waardoor het in 1939 zijn bestuurlijke autonomie verloor door de vorming van de Verenigde Autonome Regering van Mengjiang.

## Naam
De Autonome Regering van Noord-Shanxi wordt in het westen met meerdere namen aangeduid, hoewel er in het Chinees meestal met één naam naar wordt verwezen. De volledige Chinese naam voor de staat is 晋北自治政府 (pinyin: Jìnběi Zìzhì Zhèngfǔ; Wade-Giles: Chin4-pei3 tzu4-chih4 cheng4-fu3), wat letterlijk "Shanxi-Noord/Noordelijke Autonome Regering" betekent. Deze naam maakt gebruik van het Chinese karakter 晋 (pinyin: Jìn; Wade-Giles: Jin4) om te verwijzen naar Shanxi, in plaats van de volledige naam, 山西 (pinyin: Shānxī; Wade-Giles: Shan1-hsi1). Hierdoor wordt de term 晋北 (pinyin: Jìnběi; Wade-Giles: Jin4-pei3; letterlijk "Jin-Noord") soms onvertaald wordt gelaten als "Jinbei", in plaats van "Noord-/noordelijk Shanxi".
De staat wordt in andere talen ook met verschillende namen aangeduid, zoals het Mongoolse ᠤᠮᠠᠷᠠᠲᠤᠱᠠᠨᠢᠰᠢᠠᠦ᠋ᠲ᠋ᠣᠨᠣᠮᠢ ᠳᠤᠵᠠᠰᠠᠭ ᠤᠨᠭᠠᠵᠠᠷ (Cyrillisch: Умард Шаньси Автономит засгийн газар), hoewel dit ongebruikelijk is.

## Achtergrond
Na het Marco Polobrugincident en het begin van de Japanse oorlog tegen de Republiek China, werden Japanse plannen voor hun verhoopte overwinning in de Tweede Chinees-Japanse Oorlog voorbereid en ten uitvoer gebracht. Een van deze plannen was, vooral aan het begin van de oorlog, om het bestuur van China op te delen in vele kleinere bufferstaten, allemaal onder de Japanse invloedssfeer. Tegen 1938 bestonden er verspreid over China meerdere kleinere Japanse regeringen, afgezien van de grotere marionettenstaten Mantsjoekwo en Mengjiang. Enkele van deze toen nieuw opgerichte, bestuurlijk autonome Japanse marionettenstaten waren de Autonome Regering van Oost-Hebei, de Dadao-regering van Shanghai, de Autonome Regering van Zuid-Chahar, en natuurlijk de Autonome Regering van Noord-Shanxi.

## Ontstaan
Op de ochtend van 13 september 1937 werd het stadscentrum van Datong ingenomen door Japanse strijdkrachten en voorlopig onder militaire controle geplaatst. Kort daarna verwelkomde een groep invloedrijke figuren uit de stad, waaronder Wang Yongkui, de president van de Kamer van Koophandel van Datong, een leraar op een middelbare school, een accountant en anderen de Japanners, allen weinig weerstand biedend tegen de bezetting. Later die maand, op 20 september, werden de fundamenten gelegd van de collaborerende regering van het gebied met het vredesbewakingscomité van Noord-Shanxi in Datong. Aan het hoofd van dit comité stond aanvankelijk Chen Yuming, die door het Japanse leger uit Kalgan, de toenmalige hoofdstad van Mengjiang, was gebracht om het bestuur van Datong te leiden. Onder Chen vormde het vredesbewakingscomité van Noord-Shanxi een militie van 150 burgers uit Datong die in samenwerking met het Japanse leger zorg zouden dragen voor de verdediging van de stad. Chen's administratie van Datong werd echter afgebroken door de herstructurering van het bestuur van de hele regio in oktober.
In oktober organiseerde het Japanse leger een conferentie waarvan het verklaarde doel was om "autonomie te scheppen in de Provincie Shanxi", dat werd gehouden in het Theater aan de West-Guloustraat in Datong. Op deze conferentie, waar meer dan duizend aanwezigen waren, werd de bestuurlijke capaciteit van het vredesbewakingscomité van Noord-Shanxi vervangen door verschillende andere administratieve organen, wat leidde tot plannen voor de oprichting van een autonome staat in het noorden van Shanxi, met als hoofdstad Datong.
Op 15 oktober 1937 werd de Autonome Regering van Noord-Shanxi officieel opgericht.

## Bestuur

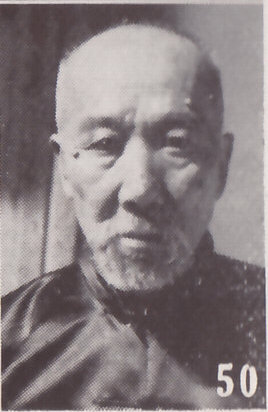
Portret van Xia Gong in De meest recente biografieën van Chinese hoogwaardigheidsbekleders, 1941

Wat internationale betrekkingen betrof, werd de Autonome Regering van Noord-Shanxi door geen enkele soevereine staat erkend. Zelfs Japan zelf erkende de Autonome Regering van Noord-Shanxi niet officieel als een natie. Mengjiang en de naburige Autonome Regering van Zuid-Chahar deden dat echter wel. Deze drie staten, Mengjiang, Noord-Shanxi en Zuid-Chahar, waren allemaal gebonden door middel van de Opperste Raad, een organisatie gevestigd in Zhangjiakou die het beleid van alle drie de staten leidde (maar niet afdwong of creëerde). Mengjiang oefende echter verreweg de meeste invloed uit binnen het Mongoolse Uniecomité, waardoor de andere twee staten na verloop van tijd nog afhankelijker konden worden van en geïntegreerd konden worden in Mengjiang. Xia Gong, een voormalige lokale politicus tijdens de controle van Shanxi door de Republiek China, vertegenwoordigde de autonome regering van Noord-Shanxi in het Mongoolse Uniecomité.
Om de Autonome Regering van Noord-Shanxi in lijn te houden met de Japanse belangen, werd de functie van hoofdadviseur gecreëerd boven alle andere functies binnen het staatsbestuur. Deze functie werd vervuld door Maejima Masu, een etnisch Japanse politieke figuur die eerder in het lokale bestuur van Mantsjoekwo had gewerkt.
De regering van de Autonome Regering van Noord-Shanxi zelf bestond uit meerdere afdelingen, allemaal onder de controle van Maejima Masu, de hoofdadviseur.

### Structuur van de Autonome Regering van Noord-Shanxi

#### Adviserende en leidende figuren
- Hoofdadviseur: Maejima Masu
  - Opperste Raadslid van het Mongoolse Uniecomité: Xia Gong
    - Leden van het Mongoolse Uniecomité: Ma Yongkui, Chi Weiting, Gu Xiyu, Wen Huajun (later vervangen door Wang Shouxin)

  - Officieel consultant: Oba Masaaki
  - Woordvoerder van de hoofdadviseur: Oba Masaaki

#### Ministeries
- Ministerie van Volksgezondheid:
  - Directeur: Lu Dengyu (later vervangen door Dennanji Hitsu)
  - Adviseur: Iwasaki Tsugisei
- Ministerie van Financiën:
  - Directeur: Cui Xiaoqian
  - Adviseur: Hashimoto Otoji
- Politiedienst:
  - Commissaris: Mori Ichirō[12]

## Economie

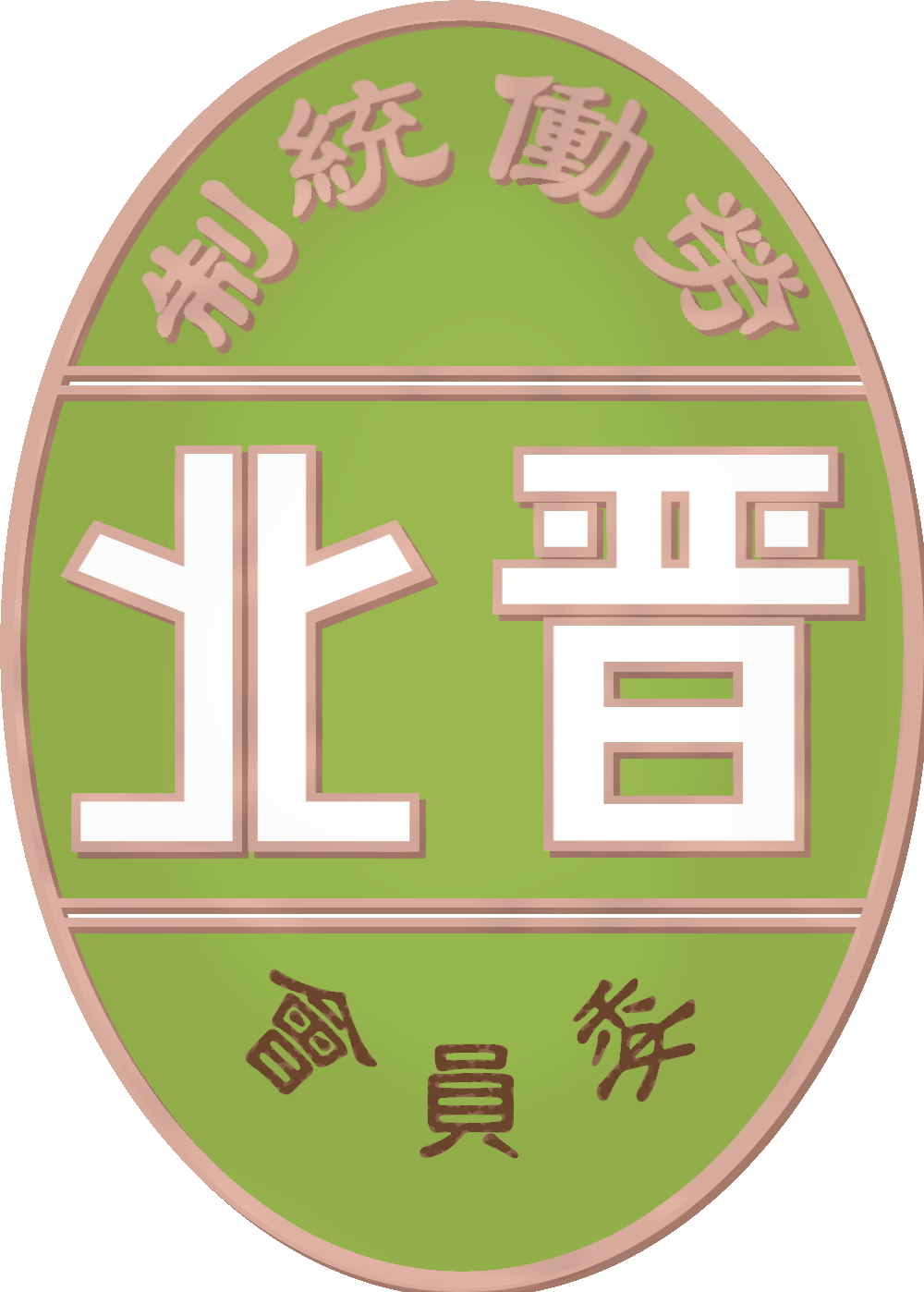
Logo van het Comité voor Arbeidscontrole van Noord-Shanxi

De regio Noord-Shanxi bevat enorme steenkoolvoorraden ten zuiden van de hoofdstad Datong. Deze voorraden zouden een economische basis vormen voor Noord-Shanxi onder Japanse controle, ondanks de kleinere omvang van de Autonome Regering van Noord-Shanxi in vergelijking met andere staten, zoals Mengjiang. Vanwege het Japanse toezicht op de staat, evenals de economie, werd in deze tijd veel van de kolen van Noord-Shanxi omgeleid naar Japanse oorlogsinspanningen. Volgens een Japanse correspondent van de Oriental Economist (via de Far Eastern Survey), 
Alle lijnen van politiek en economisch ondernemen zijn in handen gegeven van ambtenaren die zijn overgeplaatst van de burgerlijke en andere diensten in Mantsjoekwo.
Ter ondersteuning van deze opmerking werden in Noord-Shanxi en de rest van Mengjiang organisatiesystemen uit Mantsjoekwo ingevoerd, samen met de beweging van ervaren individuen uit Mantsjoekwo. De belangrijkste van deze nieuwe organisaties was het Comité voor Arbeidscontrole van Noord-Shanxi (Chinees: 晋北勞働統制委員會; Pinyin: Jìnběi Láodòng Tǒngzhì Wěiyuánhuì; Wade-Giles: Chin4-pei3 lao2-tung4 t'ung3-chih4 wei3-yüan2-hui4), opgericht op 29 mei 1939. Eerder waren in Mantsjoekwo Japanse organisaties verantwoordelijk voor arbeid en mankracht om de oorlogsbelangen van Japan te ondersteunen, zelfs buiten Japan zelf. Deze projecten in Mantsjoekwo zouden behoorlijk succesvol zijn, omdat ze een voorbeeld zouden zijn van hoe krijgsgevangenen, evenals inheemse Chinese en andere etnische bevolkingsgroepen tot arbeid kunnen worden gedwongen, terwijl tegelijkertijd meer etnisch Japanse mankracht voor het Japans Keizerlijk Leger zelf mogelijk wordt.
Onder het mom van acute arbeidstekorten en matige winsten uit de steenkoolproductie, werd medio 1939 een groep van 8.000 Chinese arbeiders in de kolenmijnbouw geduwd. De 8.000 Chinese arbeiders werden in groepen van 1.000 geplaatst, waarbij elke groep een ploegendienst van drie maanden werkte. Het Comité voor Arbeidscontrole werd al snel een waardevolle organisatie voor de Autonome Regering van Noord-Shanxi, waardoor ze hun winst uit de verkoop van kolen konden vergroten, niet door de al lang bestaande belasting van 15 sen per ton te verhogen, maar in plaats daarvan door simpelweg meer kolen te winnen met minder geld besteed aan de verzorging van arbeiders in de Datong-mijnen.

### Valuta
In de Autonome Regering van Noord-Shanxi was er geen enkele legale munteenheid. In plaats daarvan werden de valuta's van Japan, Mengjiang, de Republiek China, Zuid-Chahar en de banken van Noord-Shanxi allemaal in combinatie gebruikt. De meeste grotere banken van Noord-Shanxi produceerden hun eigen bankbiljetten, die in officiële capaciteit werden gebruikt. Vanwege de circulatie van zoveel valuta's, zelfs in officiële capaciteit, worden de overheidszegels van Noord-Shanxi vaak gezien op overheidspapier, zoals belastingdocumenten. Zelfs op sommige belastingdocumenten van de overheid wordt de betaling echter uitgevoerd in de valuta van andere staten, zoals die van de Autonome Regering van Zuid-Chahar.

### Nationale banken
De grootste bank van Noord-Shanxi was de Provinciale Bank van Shansi, opgericht in 1919. De bank had een kapitaal van 12.000.000 Chinese yuan in 1940, vijf keer de nationale inkomsten van de gehele kolenindustrie het jaar daarvoor. Andere grote banken in Noord-Shanxi waren toentertijd de Bank van Lokale Spoorwegen van Shansi en Suiyuan (kapitaal van 10.000.000 yuan), de Sui-Hsi Boerenbank (kapitaal van 600.000 yuan), en de Provinciale Zoutbank van Shansi (kapitaal van 2.000.000 yuan).

## Fusie met Mengjiang
Naarmate de tijd verstreek en de relatie tussen de Autonome Regering van Noord-Shanxi en Mengjiang steeds hechter werd, zouden de twee staten, samen met de Autonome Regering van Zuid-Chahar, fuseren tot de Verenigde Autonome Regering van Mengjiang. Op 1 september 1939 werd de status van de Autonome Regering van Noord-Shanxi gewijzigd, omdat het haar autonome bestuur verloor, om een veel directer geregeerd deel van Mengjiang zelf te worden. Hoewel Noord-Shanxi nog steeds een relatieve mate van autonomie zou hebben, werd deze ook verwijderd in 1943 toen het werd omgevormd tot het Provinciekantoor van Datong van Mengjiang.

## Afbeeldingen

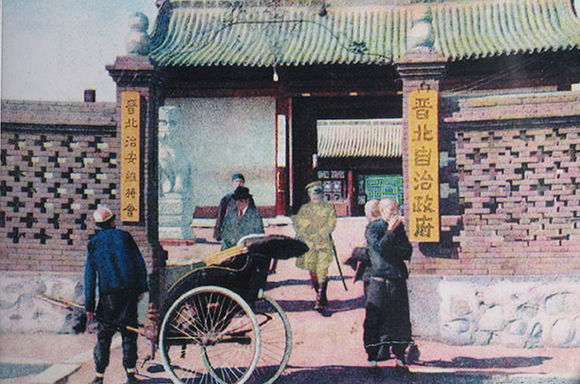
De ingang van het regeringsgebouw van Noord-Shanxi
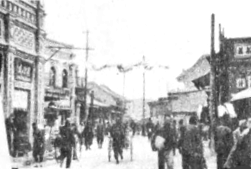
Een zicht op een straat in het door Japan bezette Datong
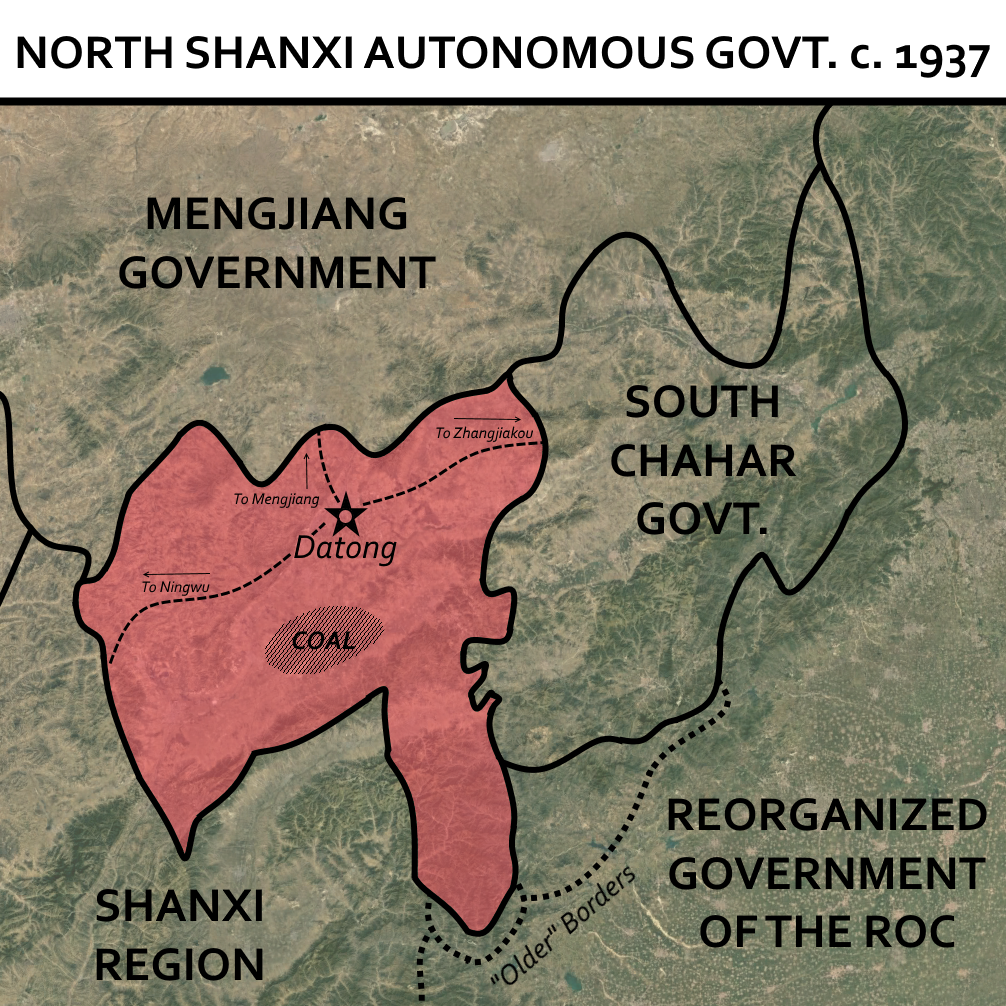
Een kaart die de locatie van de staat aangeeft naast andere staten, zoals de Autonome Regering van Zuid-Chahar
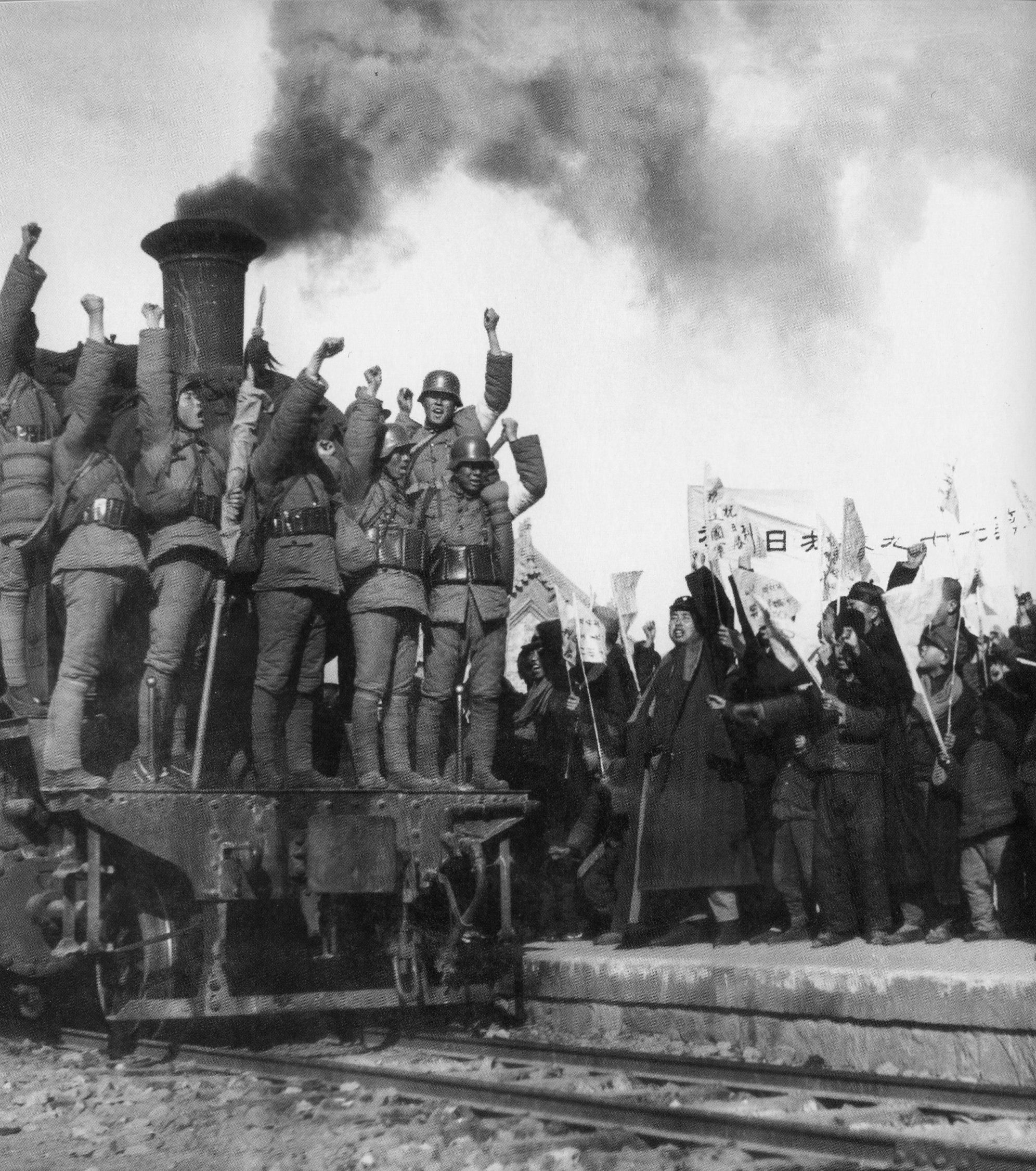
Chinese soldaten in Shanxi in oktober 1937, de maand waarin de Autonome Regering van Noord-Shanxi werd opgericht
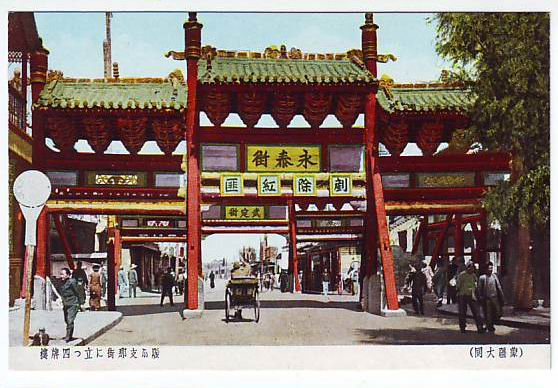
Een ansichtkaart van een poort in het door Japan bezette Datong